# Joseph Werminghoff
Joseph Werminghoff (* 23. Januar 1848 in Köln; † 24. Mai 1914 in Dresden) war ein deutscher Unternehmer, er leitete als Generaldirektor die Eintracht Braunkohlenwerke und Brikettfabriken AG zu Welzow.

## Leben

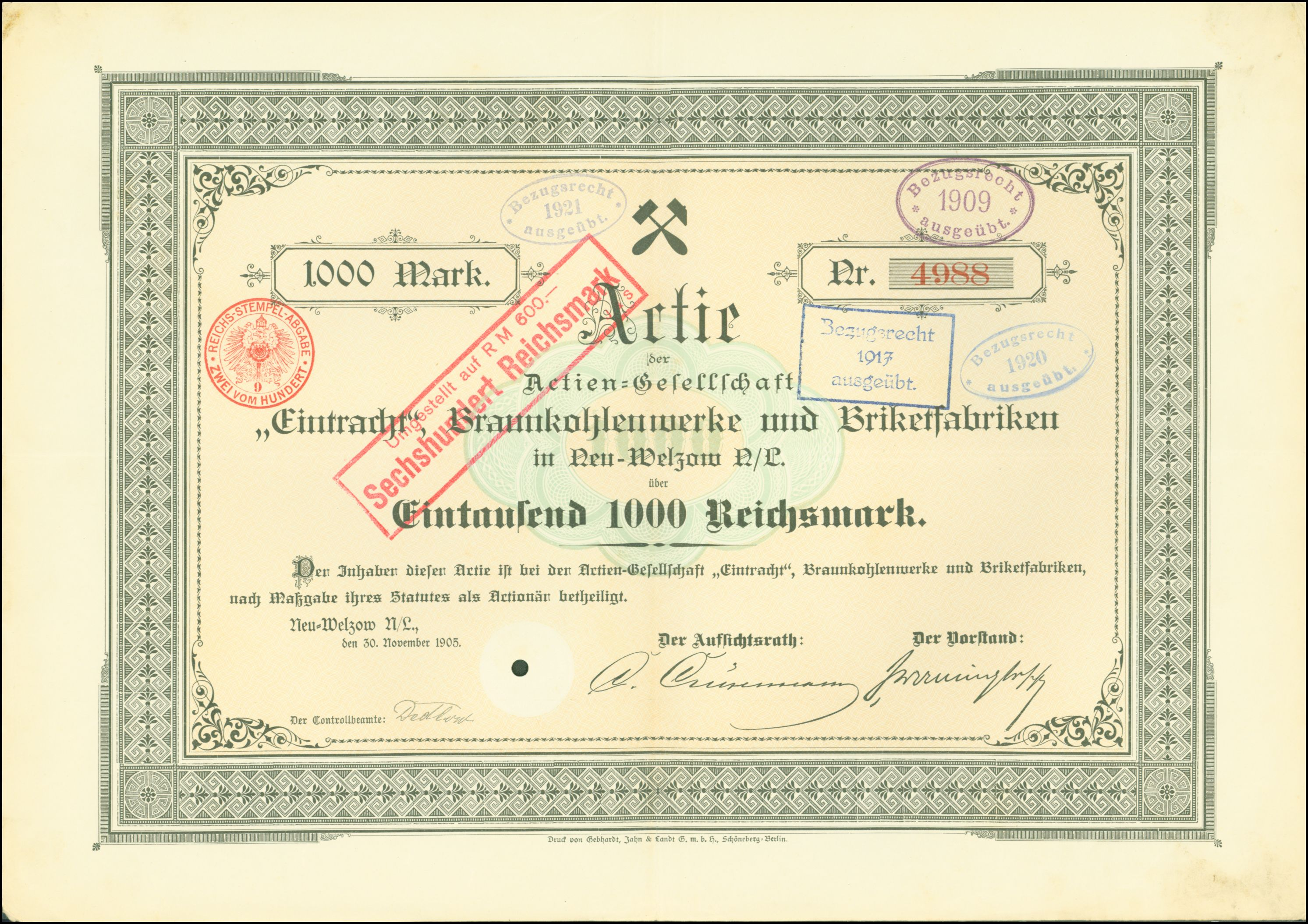
Aktie über 1000 Mark der AG Eintracht Braunkohlenwerke und Briketfabriken vom 30. November 1905

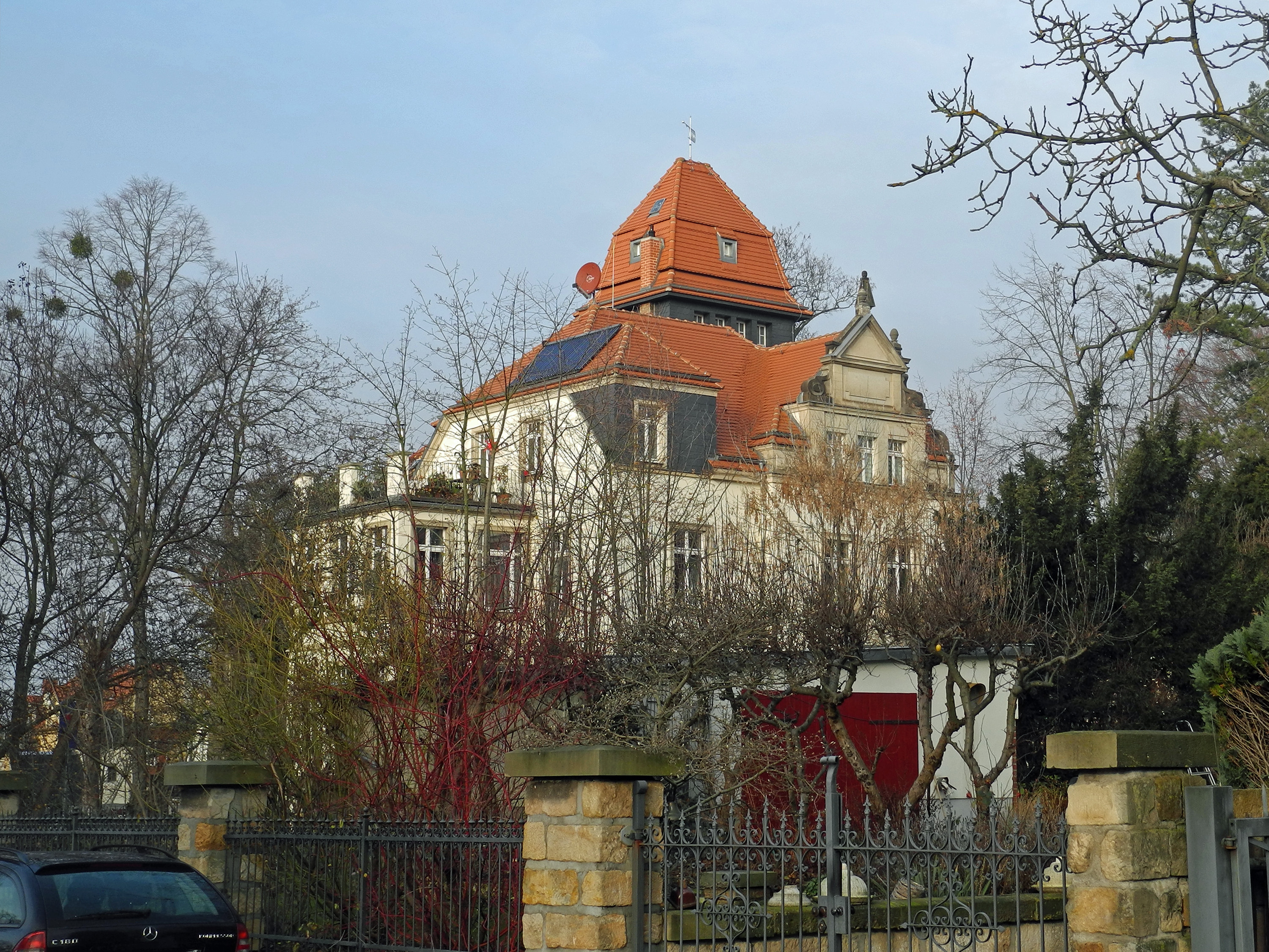
Villa Turmeck in Dresden – Wohnsitz von Werminghoff von 1909 bis 1914

Unter seiner Leitung wurde am 1. Januar 1887 in Berlin die AG Eintracht Braunkohlenwerke und Briketfabriken zu Welzow (auch kurz „Eintracht“ genannt) gegründet. In der Amtszeit von Daniel Fengler als Amtsvorsteher von Neu Welzow veranlasste Joseph Werminghoff 1905 als Vorsitzender des Aufsichtsrates der Gesellschaft die Verlegung des Stammsitzes des Unternehmens von Berlin nach Welzow.
Joseph Werminghoff koordinierte alle Konzepte des großen Projektes der „Eintracht“ im Lausitzer Braunkohlerevier und  den Ortsausbau Welzow. Die Verlegung eines Konzernsitzes in einen bis dahin unbedeutenden Ort war für Welzow ein großer Glücksfall. Die Anzahl der Beschäftigten des Unternehmens wuchs von 600 im Jahr 1900 bis auf über 1600 im Jahr 1934. Viele technologische Neuerungen fanden in Welzow ihren Ursprung, wie die Aufbereitung der zu brikettierenden Feinkohle durch Aushalten holziger Bestandteile, die elektrostatischen Entstaubungseinrichtungen oder die nasse Niederschlagung des Kohlenstaubes mit Schlammwasser. Viele Welzower Entwicklungen der „Eintracht“ wurden patentiert.
Bauvorhaben wie das Rathaus, die Schulen, Friedhofskapellen, Feuerwehrhäuser, die Kanalisation sowie der mustergültige Bau der Badeanstalt und nicht zuletzt die Unterstützung für die Ansiedlung von Schrebergärten waren Meilensteine für den wachsenden Industrieort. Der Bau des elektrischen Ortsnetzes und der Wasserleitungsbau erfolgten mit finanzieller Unterstützung der „Eintracht“. Dies war der Beginn der nachhaltigen Industrialisierung von Welzow.
Joseph Werminghoff war nicht nur geschäftlich in Welzow tätig. Überliefert ist sein Besuch bei der Einweihung des Schulhauses (Ecke Cottbuser Straße / Germaniastraße) am 7. November 1899 und der Nachfeier im Gasthof „Zur Grube Clara“, als die Schulkinder „Wallensteins Lager“ von Friedrich Schiller aufführten. Durch seine Funktionen im Arbeitgeberverband des Deutschen Braunkohlen-Industrie-Vereins, im Eisenbahnrat, Knappschafts-Vorstand etc. war Joseph Werminghoff als Ratgeber und Gutachter in der preußischen Verwaltung hoch geschätzt. Seine letzten Lebensjahre verbrachte er auf dem Weißen Hirsch bei Dresden.

## Auszeichnungen
Die Gemeinde Welzow ehrte Werminghoff zu Beginn des 20. Jahrhunderts durch die Benennung einer Straße, die jedoch nach dem Zweiten Weltkrieg aus ideologischen Gründen in Franz-Mehring-Straße umbenannt wurde. Nach seinem Tod wurden der Tagebau, die Brikettfabrik und die Werkkolonie, welche die Eintracht südlich von Hoyerswerda betrieb, nach ihm benannt. Auch hier erfolgte eine Umbenennung nach 1945 in Knappenrode (für Werkkolonie und Brikettfabrik) sowie Glückauf II (zweiter Tagebau). Heute erinnert die Werminghofftraße zur Energiefabrik Knappenrode an ihn.